# Dolina Rovnaja
Dolina Rovnaja (englische Transkription von russisch Долина Ровная Dolina Rownaja, deutsch ‚Glattes Tal‘) ist ein Tal im Mac-Robertson-Land. In den Prince Charles Mountains liegt es auf der Nordseite des Husky-Massivs.
Russische Wissenschaftler benannten es.